# Jamie Chadwick
Jamie Laura Chadwick (Bath, Somerset, Reino Unido; 20 de mayo de 1998) es una piloto de automovilismo británica. Ha sido tricampeona de la categoría femenina W Series en 2019, 2021 y 2022. Está vinculada con la escudería de Fórmula 1 Williams Racing como piloto de desarrollo desde 2019. Además, cuenta con el título de la clase GT4 del Campeonato Británico de GT en 2015, categoría de gran turismos, y del título de 2018-19 del MRF Challenge, una categoría de monoplazas.
Desde 2023 compite con Andretti Autosport en la categoría Indy NXT, la antesala de la IndyCar Series.

## Carrera

### Gran turismos
Tras sus pasos por los kartings, participó en las temporadas 2013 y 2014 del Campeonato de Ginetta Junior con la escudería Jamie Hunter Racing, en su primer año fue la ganadora de la clase Ginetta Junior Scholarship, aunque finalizó décima en el campeonato. En el 2014, Chadwick consiguió 5 podios, todos en el tercer lugar, pero finalizó octava en el campeonato.
En 2015 y 2016 compitió en el Campeonato Británico de GT. En su primer año, fue la campeona, junto a su compañero Ross Gunn, de la categoría GT4 con el automóvil Aston Martin Vantage de la escudería Beechdean AMR. El mismo año participó con la misma escudería y automóvil en las 24 Horas de Silverstone, organizada por Britcars. Chadwick junto a sus cuatro compañeros, Andrew Howard, Jonathan Adam, Ross Gunn y Harry Whale, ganaron la carrera. En su segundo y último año en la categoría británica de gran turismos, volvió a utilizar el Aston Martin Vantage, pero esta vez finalizó decimotercera en el campeonato.
En 2018 participó de las 24 Horas de Nürburgring con un Aston Martin Vantage V8, siendo compañera de Jonathan Adam, Peter Cate y Alex Lynn. La escuadra finalizó en la 63.ª posición en el resultado general de la carrera, y 5.ª en su clase. En 2019 se volvería a confirmar su participación en la carrera de resistencia tras firmar con Aston Martin Racing para ser parte de la Evolution Academy. Disputó la carrera nuevamente junto a Cate y Alex Brundle en un Aston Martin Vantage AMR GT4, logrando el primer lugar de su clase y el 28.º en el resultado general.

### Monoplazas
Su primer contacto en una competición de monoplazas fue en la BRDC Fórmula 3 Británica, compitiendo en la temporada 2017, finalizando novena en el campeonato. En 2018 volvería a participar de la categoría, logrando una única victoria, y terminando el campeonato en la octava posición.
Posteriormente formó parte de la temporada 2018/19 de la categoría MRF Challenge. Chadwick fue la primera en el campeonato, logrando ser la primera campeona de la competición india.

#### W Series

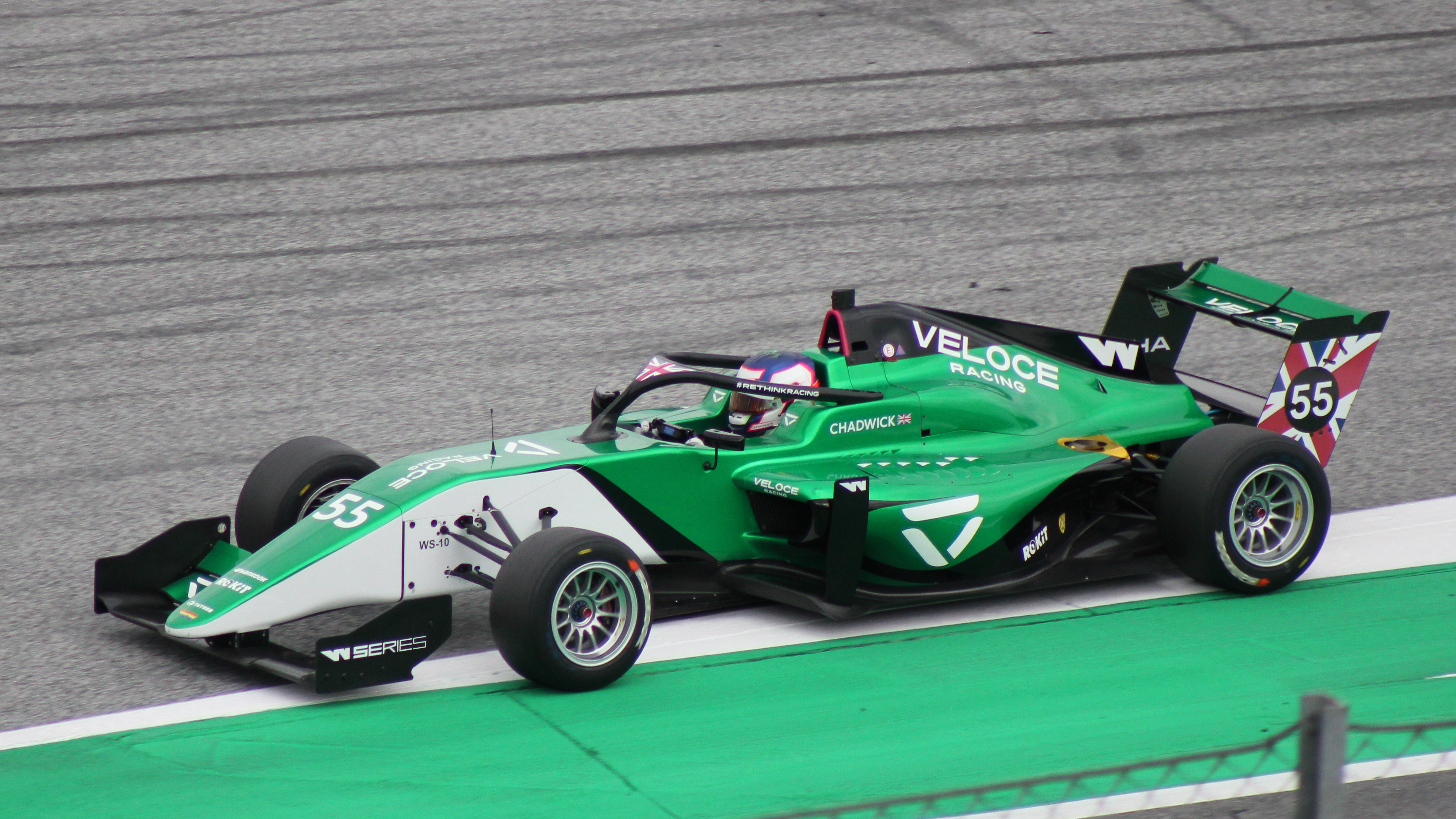
Chadwick en la ronda de Red Bull Ring de W Series 2021.

En 2019 participa de la W Series, en su temporada debut, tras superar las diferentes pruebas puestas por la categoría de W Series. En la primera carrera de la temporada, la piloto logró la pole position y la victoria, repitió la pole en la segunda carrera, pero esta vez consiguió terminar la carrera en la segunda posición. Tras sus resultados positivos en la categoría, se unió como piloto de desarrollo a la escudería Williams, de Fórmula 1. En la ronda de Misano, la tercera carrera, volvió a la victoria tras clasificar en segunda posición. Finalizó en la tercera posición en las dos rondas siguientes. Actualmente se encuentra en el primer lugar del campeonato de pilotos, contando con 13 puntos más que la piloto que se encuentra en segundo lugar.

### Campeonato de Fórmula Regional Europea
El 16 de junio de 2020, tras la cancelación de la Temporada 2020 de W Series debido a la pandemia de COVID-19, se anunció que se había unido al equipo italiano Prema Powerteam para ser uno de los cuatro pilotos del equipo en el Campeonato de Fórmula Regional Europea de 2020. A pesar de ser la piloto más experimentada en el campo, solo logró el noveno lugar en la clasificación, 263 puntos detrás de su compañera de equipo más cercana y la penúltima de todos los pilotos en completar toda la temporada.

## Resumen de carrera
| Temporada | Categoría                              | Equipo                     | Carreras          | Victorias         | Poles             | VR                | Podios            | Puntos            | Pos.              |
| --------- | -------------------------------------- | -------------------------- | ----------------- | ----------------- | ----------------- | ----------------- | ----------------- | ----------------- | ----------------- |
| 2013      | Campeonato de Ginetta Junior           | JHR Developments           | 20                | 0                 | 0                 | 0                 | 7                 | 221               | 10.ª              |
| 2014      | Campeonato de Ginetta Junior           | JHR Developments           | 20                | 0                 | 0                 | 0                 | 5                 | 287               | 8.ª               |
| 2015      | Campeonato Británico de GT - GT4       | Beechdean-AMR              | 9                 | 2                 | 0                 | 0                 | 5                 | 164.5             | 1.ª               |
| 2015      | 24 Horas de Silverstone                | Beechdean-AMR              | 1                 | 1                 | 1                 | 1                 | 1                 | N/A               | 1.ª               |
| 2016      | Campeonato Británico de GT - GT4       | Generation AMR SuperRacing | 2                 | 0                 | 0                 | 0                 | 0                 | 29                | 15.ª              |
| 2016      | Campeonato Británico de GT - GT4       | Beechdean-AMR              | 4                 | 0                 | 0                 | 0                 | 0                 | 29                | 15.ª              |
| 2017      | Campeonato GB3                         | Double R Racing            | 24                | 0                 | 0                 | 0                 | 1                 | 264               | 9.ª               |
| 2018      | Campeonato GB3                         | Douglas Motorsport         | 24                | 1                 | 0                 | 0                 | 2                 | 260               | 8.ª               |
| 2018–19   | MRF Challenge                          | MRF Racing                 | 15                | 6                 | 0                 | 5                 | 9                 | 280               | 1.ª               |
| 2018–19   | Fórmula E                              | NIO Formula E Team         | Piloto de pruebas | Piloto de pruebas | Piloto de pruebas | Piloto de pruebas | Piloto de pruebas | Piloto de pruebas | Piloto de pruebas |
| 2019      | Campeonato Asiático de F3              | Seven GP                   | 3                 | 0                 | 0                 | 0                 | 0                 | 18                | 14.ª              |
| 2019      | W Series                               | Hitech GP                  | 6                 | 2                 | 3                 | 0                 | 5                 | 110               | 1.ª               |
| 2019      | Eurofórmula Open                       | Double R                   | 0                 | 0                 | 0                 | 0                 | 0                 | 0                 | NC                |
| 2019–20   | Campeonato Asiático de F3              | Absolute Racing            | 15                | 1                 | 0                 | 2                 | 5                 | 139               | 4.ª               |
| 2020      | Campeonato de Fórmula Regional Europea | Prema Powerteam            | 23                | 0                 | 0                 | 0                 | 1                 | 80                | 9.ª               |
| 2021      | W Series                               | Veloce Racing              | 8                 | 4                 | 4                 | 3                 | 7                 | 159               | 1.ª               |
| 2021      | Extreme E                              | Veloce Racing              | 2                 | 0                 | 0                 | 0                 | 1                 | 48                | 10.ª              |
| 2022      | W Series                               | Jenner Racing              | 7                 | 5                 | 3                 | 3                 | 6                 | 143               | 1.ª               |
| 2023      | Indy NXT                               | Andretti Autosport         | 14                | 0                 | 0                 | 0                 | 0                 | 262               | 12.ª              |
| 2024      | Indy NXT                               | Andretti Global            | 14                | 1                 | 1                 | 0                 | 2                 | 310               | 7.ª               |
| Fuente:   |                                        |                            |                   |                   |                   |                   |                   |                   |                   |

## Resultados

### Campeonato de Fórmula Regional Europea
(Clave) (negrita indica pole position) (cursiva indica vuelta rápida)

| Año  | Equipo          | 1   | 1   | 1   | 2   | 2   | 2   | 3   | 3   | 3   | 4   | 4   | 4   | 5   | 5   | 5   | 6   | 6   | 6   | 7   | 7   | 7   | 8   | 8   | 8   | Pos. | Puntos |
| ---- | --------------- | --- | --- | --- | --- | --- | --- | --- | --- | --- | --- | --- | --- | --- | --- | --- | --- | --- | --- | --- | --- | --- | --- | --- | --- | ---- | ------ |
| 2020 | Prema Powerteam | MIS | MIS | MIS | LEC | LEC | LEC | SPI | SPI | SPI | MUG | MUG | MUG | MNZ | MNZ | MNZ | BAR | BAR | BAR | IMO | IMO | IMO | VLL | VLL | VLL | 9.ª  | 80     |
| 2020 | Prema Powerteam | 3   | 8   | 6   | 10  | 10† | 9   | Ret | 10  | 5   | 9   | 7   | 8   | 10  | Ret | 8   | 10  | 9   | 10  | Ret | 9   | 10  | 8   | C   | 7   | 9.ª  | 80     |

### W Series
(Clave) (negrita indica pole position) (cursiva indica vuelta rápida puntuable)

| Año  | Equipo        | 1    | 2    | 3   | 4   | 5   | 6   | 7   | 8   | Posición | Puntos |
| ---- | ------------- | ---- | ---- | --- | --- | --- | --- | --- | --- | -------- | ------ |
| 2019 | Hitech GP     | HOC  | ZOL  | MIS | NOR | ASS | BRH |     |     | 1.ª      | 110    |
| 2019 | Hitech GP     | 1    | 2    | 1   | 3   | 3   | 4   |     |     | 1.ª      | 110    |
| 2021 | Veloce Racing | SPI1 | SPI2 | SIL | BUD | SPA | ZAN | AUS | AUS | 1.ª      | 159    |
| 2021 | Veloce Racing | 6    | 1    | 3   | 1   | 2   | 2   | 1   | 1   | 1.ª      | 159    |
| 2022 | Jenner Racing | MIA  | MIA  | BAR | SIL | LEC | BUD | SIN |     | 1.ª      | 143    |
| 2022 | Jenner Racing | 1    | 1    | 1   | 1   | 1   | 2   | Ret |     | 1.ª      | 143    |